# Dilla (Somalië)
Dilla (ook: Dila) is een groot dorp in het district Borama, regio Awdal, in de niet-erkende staat Somaliland (en dus formeel gelegen in Somalië). Dilla ligt op meer dan 1500 m hoogte aan de hoofdweg van Borama naar Hargeisa (de hoofdstad van Somaliland), vlak bij de grens met de regio Togdheer.

Dilla heeft een school met ca. 300 leerlingen die wordt ondersteund door de Britse liefdadigheidsorganisatie Ramda.

## Externe links

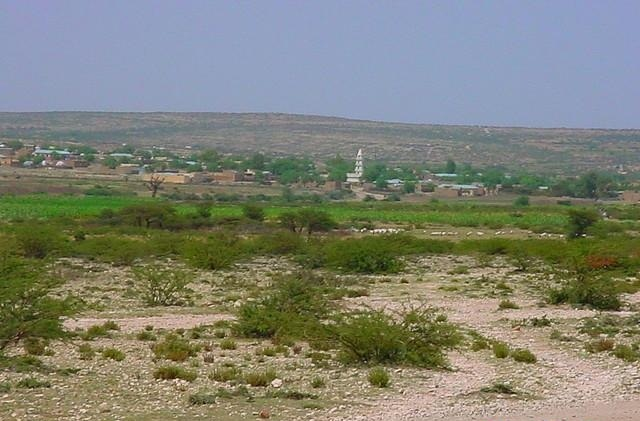
Dilla